# Alejandro Carreón
Alejandro Carreón (Guadalajara, Jalisco; 5 de mayo de 2002) es un futbolista mexicano, juega como Mediocampista y su equipo actual son los Leones Negros de la Liga de Expansión MX.

## Trayectoria
Formación en Leones Negros de la U de G y Debut
Empezó jugando en 2018 con el equipo de Tercera División de los Leones Negros de la U de G, también tuvo actividad con el equipo de Liga Premier.
Debutó con el primer equipo melenudo el 25 de junio de 2022, siendo titular en un empate a 0 ante Alebrijes de Oaxaca.
En el Clausura 2025 formó parte del plantel campeón del equipo universitario.

## Palmarés

### Títulos nacionales
| Título               | Club          | País   | Año    |
| -------------------- | ------------- | ------ | ------ |
| Liga de Expansión MX | Leones Negros | México | C-2025 |